# Yujiangxian (ort i Kina, Jiangxi Sheng, lat 28,21, long 116,82)
Yujiangxian är en ort i Kina. Den ligger i provinsen Jiangxi, i den sydöstra delen av landet, omkring 110 kilometer sydost om provinshuvudstaden Nanchang. Antalet invånare är 352 476. Befolkningen består av 167 627 kvinnor och 184 849 män. Barn under 15 år utgör 22,0 %, vuxna 15-64 år 69 %, och äldre över 65 år 7,0 %.
Runt Yujiangxian är det ganska tätbefolkat, med 248 invånare per kvadratkilometer. Närmaste större samhälle är Yingtan, 18,1 km öster om Yujiangxian. Trakten runt Yujiangxian består till största delen av jordbruksmark.
Genomsnittlig årsnederbörd är 2 491 millimeter. Den regnigaste månaden är juni, med i genomsnitt 454 mm nederbörd, och den torraste är oktober, med 26 mm nederbörd.